# Coupe de Belgique féminine de football 2010-2011
Navigation
Édition précédente Édition suivante
La Coupe de Belgique de football féminin 2010-2011 est la 35e édition de la compétition. La finale se joue le samedi 21 mai 2011 au Stade Roi Baudouin à Bruxelles. Elle oppose le WD Lierse SK, (1re finale), au Sinaai Girls, (4e finale). Sinaai Girls enlève sa 3e coupe consécutive et égale ainsi le record, détenu jusqu'alors par Astrio Begijnendijk.

## Calendrier de la compétition
| Tour | Nom                 | Dates retenues            |
| ---- | ------------------- | ------------------------- |
| 1    | Tour préliminaire   | 14 août 2010              |
| 2    | 1er tour            | 21 août 2010              |
| 3    | 2e tour             | 28 août 2010              |
| 4    | Seizièmes de finale | 6 novembre 2010           |
| 5    | Huitièmes de finale | 8 janvier 2011            |
| 6    | Quarts de finale    | 12 mars 2011              |
| 7    | Demi-finales        | 20 avril 2011, 4 mai 2011 |
| 8    | Finale              | 21 mai 2011               |

## Tour préliminaire
Le tour préliminaire se joue le samedi 14 août 2011. Les matchs se jouent en une manche. Se qualifient pour le 1er tour: USF Montroeul-Dergneau, KDC Ruddervoorde, AS Club Havinnes, K.Antwerp FC, KFC Rapide Wezemaal, KFC Hamont 99, K.Kortessemse VV

## 1ertour
Le 1er tour se joue le samedi 21 août 2010. Les matchs se jouent en une manche. À ce stade, les équipes de D3 entrent en lice. Se qualifient pour le 2e tour: KSK Voorwaarts Zwezevele, K.Massenhoven VC, VC Moldavo, Cerkelladies Bruges, ASE de Chastre, K.Olsa Brakel, KFC Merelbeke, SK Zingem, RAS Nimy-Maisières, DV Zonhoven, DV Lanaken, Wallonia Club Sibret, FCJ Lorrain Arlon Féminines, ESF Gerpinnes, KFC Rapide Wezemaal, SK Staden, Hoogstraten VV, KVE Drongen, Dames Zulte Waregem B

## 2etour
Le 2e tour se joue le samedi 28 août 2010. Les matchs se jouent en une manche. À ce stade, les équipes de D2 entrent en lice. Se qualifient pour les seizièmes de finale : Wallonia Club Sibret, DV Lanaken, ESF Gerpinnes, DVK Haacht, K.Massenhoven VC, K Achterbroek VV, KSK Heist, KV Cercle Melle, DV Opglabbeek, DV Zonhoven, DAVO Waregem, SK Zingem, RUS Beloeil, ASE de Chastre, Oud-Heverlee Louvain B, Standard Fémina de Liège B, RSC Anderlecht B

## Seizièmes de finale
Les seizièmes de finale se jouent le samedi 6 novembre 2010. Les matchs se jouent en une manche. Les 14 clubs de D1 de la saison précédente font leur entrée en lice.
| Équipe 1                        | Score           | Équipe 2                      |
| Oud-Heverlee Louvain (D1)       | 0 - 1           | KV Cercle Melle (D2)          |
| DV Lanaken (D2)                 | 0 - 3           | DVC Eva's Tirlemont (D1)      |
| DV Opglabbeek (D2)              | 3 - 2           | Club Brugge KV (D1)           |
| Standard Fémina de Liège B (D2) | 3 - 0           | Dames VK Egem (D2)            |
| Miecroob Veltem (D1)            | 10 - 1          | DVK Haacht (D2)               |
| RUS Beloeil (D2)                | 3 - 1           | Wallonia Club Sibret (D3)     |
| Dames Zulte Waregem (D1)        | 11 - 0          | ASE De Chastre (D3)           |
| DV Famkes Merkem (D1)           | 0 - 3           | RSC Anderlecht B (D2)         |
| K Achterbroek VV (D2)           | 1 - 8           | Sinaai Girls (D1)             |
| GBA Kontich FC (D1)             | 4 - 1           | DAVO Waregem (D2)             |
| SK Zingem (1re provinciale)     | 0 - 8           | Standard Fémina de Liège (D1) |
| Oud-Heverlee Louvain B (D2)     | 0 - 3           | WD Lierse SK (D1)             |
| KSK Heist (D2)                  | 0 - 3           | RSC Anderlecht (D1)           |
| ESF Gerpinnes (D3)              | 0 - 8           | DVC Zuid-West Vlaanderen (D1) |
| FCF White Star Woluwé (D1)      | 5 - 1           | DV Zonhoven (D2)              |
| K.Massenhoven VC (D2)           | 1 - 1 (tab 4-3) | Saint-Trond VV (D1)           |

## Huitièmes de finale
Les huitièmes de finale se jouent le samedi 8 janvier 2011. Les matchs se jouent en une manche.
| Équipe 1                      | Score | Équipe 2                        |
| RSC Anderlecht B (D2)         | 1 - 1 | DV Opglabbeek (D2)              |
| RSC Anderlecht (D1)           | 0 - 3 | Standard Fémina de Liège (D1)   |
| DVC Zuid-West Vlaanderen (D1) | 2 - 3 | K.Massenhoven VC (D2)           |
| KV Cercle Melle (D2)          | 1 - 3 | Sinaai Girls (D1)               |
| DVC Eva's Tirlemont (D1)      | 2 - 3 | FCF White Star Woluwé (D1)      |
| Dames Zulte Waregem (D1)      | 3 - 0 | Standard Fémina de Liège B (D2) |
| Miecroob Veltem (D1)          | 5 - 2 | RUS Beloeil (D2)                |
| WD Lierse SK (D1)             | 1 - 0 | GBA Kontich FC (D1)             |

## Quarts de finale
Les quarts de finale se jouent le samedi 12 mars 2011. Les matchs se jouent en une manche
| Équipe 1                   | Score           | Équipe 2                      |
| RSC Anderlecht (D1)        | 0 - 3           | Dames Zulte Waregem (D1)      |
| WD Lierse SK (D1)          | 0 - 0 (tab 5-4) | Standard Fémina de Liège (D1) |
| Sinaai Girls (D1)          | 4 - 0           | Miecroob Veltem (D1)          |
| FCF White Star Woluwé (D1) | 4 - 1           | K.Massenhoven VC (D2)         |

## Demi-finales
Les matchs se jouent en aller-retour. Les demi-finales se jouent le mercredi 20 avril 2011 pour les matchs aller, le mercredi 4 mai 2011 pour les matchs retour.
| Équipe 1          | Score | Équipe 2                   | Aller | Retour |
| WD Lierse SK (D1) | 10-3  | Dames Zulte Waregem (D1)   | 4 - 0 | 6 - 3  |
| Sinaai Girls (D1) | 8-4   | FCF White Star Woluwé (D1) | 5 - 3 | 3 - 1  |

## Finale
| Équipes            | WD Lierse SK - Sinaai Girls |
| Score              | 1 - 2 |
| Date               | Samedi 21 mai 2011 |
| Stade              | Stade Roi Baudouin, Bruxelles 300 spectateurs |
| Arbitre            | Claudine Brohet |
| Assistants-arbitre | Ella De Vries, Anne Cheron et Sharon Sluyts |
| Buts               | 50e Justine Vanhaevermaet 0-1, 55e Kristien Elsen 1-1, 90 + 3e Justine Vanhaevermaet 1-2 |
| WD Lierse SK       | Dorien Peeters, Lien Haverals (77e Verbist), Katrien Van Rooy, Evelien Stoffels, De Preter, Marlies Verbruggen, Niki De Cock (capitaine), Lien Mermans, Inge Heiremans, Stéphanie Van Gils (70e Stevens), Kristien Elsen (77e Mariska Hufkens). Entraîneur : Ives Serneels                                        |
| Sinaai Girls       | Kelly Ickmans, Steffi De Pelsmaeker (75e Lim De Vetter), Anouk Bonnarens (90 + 4e Annelien Van Gansbeke), Tina Van Der Auwera, Stefanie Van Broeck, Elien De Jaeger, Sophie Mannaert (capitaine), Laurence Marchal, Angelique De Wulf, Justine Vanhaevermaet, Natalie Vanderstappen. Entraîneur : Tamara Cassimon |
| Avertissements     | 32e Elien De Jaeger, 39e Steffi De Pelsmaeker, 89e Lien Mermans |